# Колоредо ди Монте Албано
Колоредо ди Монте Албано је насеље у Италији у округу Удине, региону Фурланија-Јулијска крајина.
Према процени из 2011. у насељу је живело 2154 становника. Насеље се налази на надморској висини од 199 м.

## Становништво
| 1951. | 1961. | 1971. | 1981. | 1991. | 2001. | 2011. |
| ----- | ----- | ----- | ----- | ----- | ----- | ----- |
| 2.830 | 2.482 | 2.169 | 2.229 | 2.251 | 2.154 | 2.231 |